# Sesamstraße präsentiert: Das Geheimnis der Blumenfabrik
Sesamstraße präsentiert: Das Geheimnis der Blumenfabrik ist eine 2012 in Deutschland produzierte Fernsehserie für Kinder im Vorschulalter. Sie ist ein Spin-off von Sesamstraße präsentiert: Eine Möhre für zwei. In der Serie spielen u. a. Figuren aus der bekannten Serie Sesamstraße mit.

## Inhalt
Das Eichhörnchen Knuspel muss aus dem Eichenpark fliehen, weil dieser abgeholzt werden soll, da dort der Bauunternehmer Hubert Hämmerlein dort eine Fabrik bauen möchte. Knuspel bittet Wolle und Pferd um Hilfe. Angeblich will Hämmerlein eine Blumenfabrik bauen, obwohl er Blumen hasst. Wolle, Pferd und Knuspel wollen mit Finchen und Rieke herausfinden, was er in Wirklichkeit vorhat, doch der Wolf steckt mit Hämmerlein und seiner Sekretärin Constanze unter einer Decke. Sie haben vor, Blumen und andere Pflanzen künstlich herzustellen, deswegen rufen Wolle und Pferd im Tagesschau-Studio während einer Nachrichtensendung mit Jan Hofer zu einer Demonstration gegen die Abholzung des Eichenparks auf. Tatsächlich funktioniert es: Ganz viele Leute, darunter auch Ernie und Bert, kommen und protestieren auf der Baustelle. Am Ende gelingt es den Freunden, die Abholzung zu verhindern und damit den Eichenpark zu retten.

## Hintergrund
Die Dreharbeiten fanden im Juni und Juli 2012 in Hamburg und Umgebung statt. Die Serie wurde vom NDR produziert und am 28. und 29. März 2013 auf KiKA erstausgestrahlt. In dem Jahr, in dem die Sesamstraße auch ihren 40. Geburtstag feierte.

## Ausstrahlung
Das Geheimnis der Blumenfabrik lief auf KiKA und dem NDR. Die Serie wurde am 28. und 29. März 2013 jeweils um 17:25 Uhr auf KiKA als Filmfassung in zwei Teilen (jeweils 50 Minuten) erstausgestrahlt. Vom 02. bis zum 11. Oktober 2013 wurde die Serie täglich um 18:05 Uhr auf KIKA erstmals in 10 Teilen ausgestrahlt, die jeweils 10 Minuten dauerten. Der NDR sendete das Geheimnis der Blumenfabrik vom 30. März bis zum 4. Mai 2014 wöchentlich mit einer Doppelfolge (Sonntags, 07:00 Uhr).

## Episodenliste
| Nr. Gesamt | Nr. Staffel | Name der Episode        |
| ---------- | ----------- | ----------------------- |
| 1          | 1           | Park in Gefahr          |
| 2          | 2           | Aktion Baustelle        |
| 3          | 3           | Die rote Mappe          |
| 4          | 4           | Die Putzmänner kommen   |
| 5          | 5           | Hämmerleins fieser Plan |
| 6          | 6           | Die Verfolgungsjagd     |
| 7          | 7           | Knuspels Heldentat      |
| 8          | 8           | Wichtige Nachrichten    |
| 9          | 9           | Die Demonstration       |
| 10         | 10          | Die Rettung             |